# Atlantisch orkaanseizoen 1710-1719
Hoewel data niet voor iedere voorgekomen storm beschikbaar zijn uit het Atlantisch orkaanseizoen 1710-1719, waren sommige delen van de kustlijn bevolkt genoeg om betrouwbare gegevens te verzamelen over de waargenomen orkanen. Elk seizoen was een jaarlijkse cyclus van tropische cycloon-formaties in de Atlantisch stroomgebied. De meest tropische cycloonformaties vonden plaats tussen 1 juni en 30 november.

## Stormen
| Jaar | Locatie                | Datum         | Dodental  | Schade/Opmerkingen                           |
| ---- | ---------------------- | ------------- | --------- | -------------------------------------------- |
| 1712 | Jamaica                | 8 september   | 400       | Veel huizen verwoest                         |
| 1713 | Martinique             | 4-5 september | 100       | Onbekend                                     |
| 1713 | South Carolina         | 16 september  | 70        | Hevige overstroming die de kustlijn wijzigde |
| 1714 | Florida Keys           | laat Juni     | Veel      | Veel schepen gezonken                        |
| 1715 | Bahama's, Florida Keys | 30 juli       | 1000-2500 | 4 schepen verloren                           |